# Càrtam

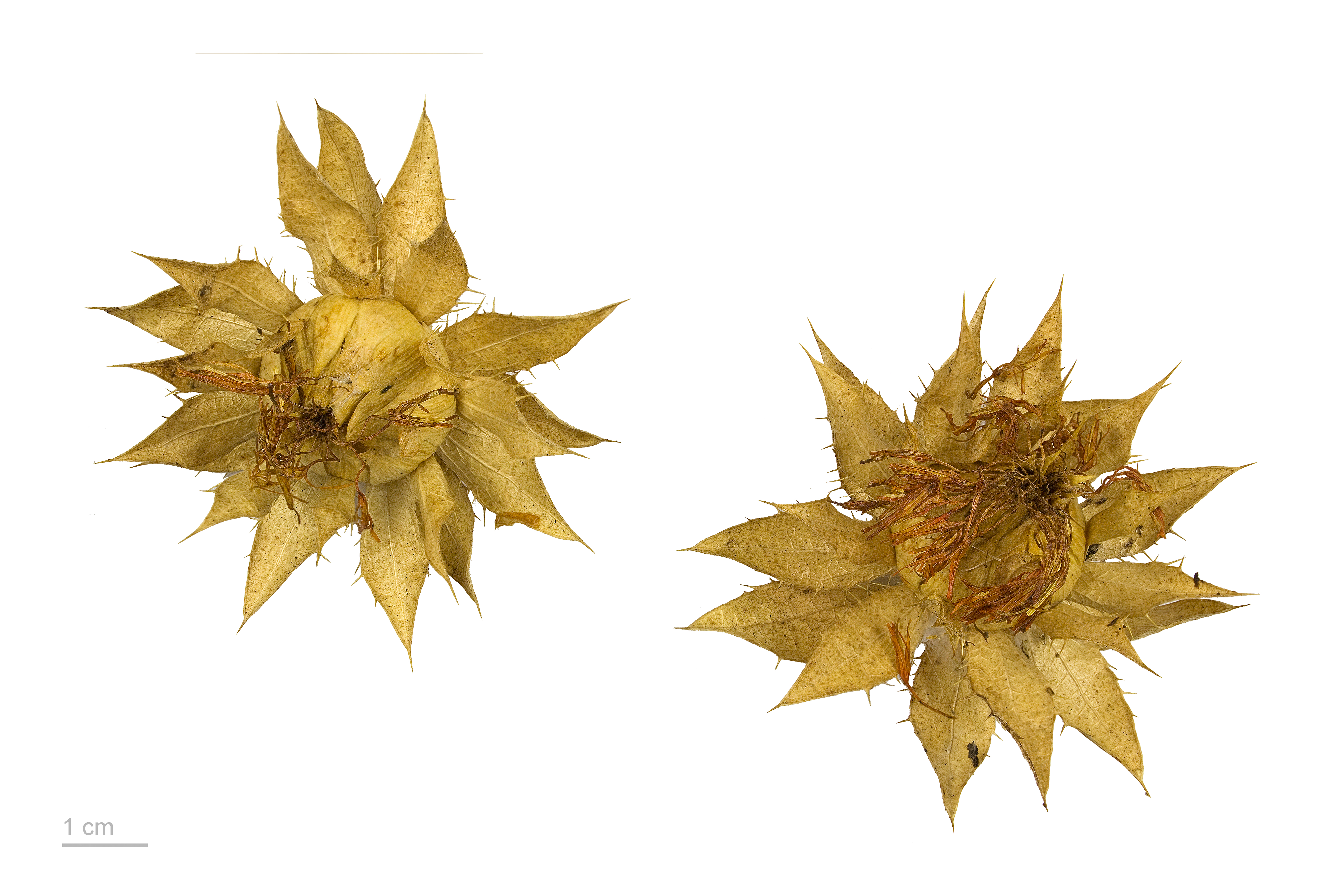
Carthamus tinctorius

El càrtam, safranó, safrà bord, alasfor o vermelló (Carthamus tinctorius) és una espècie de planta conreada de la família Asteraceae. Es considera originària de l'Orient Mitjà i Pròxim i d'Egipte.
És una planta herbàcia anual que arriba fins a 150cm d'alt. Les fulles superiors tenen espines. Floreix, a l'estiu, en capítols grocs que contenen cada un de 15 a 20 llavors. És resistent a la secada però no al fred.
Actualment és molt poc conreada a escala mundial: Índia, Estats Units i Mèxic en són els principals productors. Japó manté una petita producció d'alta qualitat reservada a la producció de beni, un colorant usat en maquillatge i tints.

## Usos
Les flors abans s'aprofitaven per a fer un colorant que substituïa o falsificava el safrà.
La utilització més recent és per les seves llavors com a planta oleaginosa i fa un oli similar al de girasol. L'oli de càrtam s'extreu de les llavors d'aquesta planta. Les llavors duen de 30 a 40% d'oli, que és un dels olis que contenen una major quantitat de l'àcid gras linoleic (75-80%). El més gran productor n'és l'Índia. Aquest oli es fa servir principalment per a la lipoquímica, nutrició humana i dietètica. També té usos no alimentaris, per exemple la producció de resines.

## Beni
Un dels usos més preuats del càrtam és la seva utilització tradicional al Japó per produir beni (朱 en japonès, amb el significat de coloret). El beni és un pigment vermell extret dels pètals de cártam. Va ser introduït primer a la Xina a través de la Ruta de la Seda. Es creu que el cártam i el mètode d'extracció de beni van arribar al Japó cap a mitjans del segle III. Els pètals de cártam contenen només un 1% de pigment vermell. L'extracció i producció de beni és una tasca que requereix molt de temps i habilitats i coneixements sofisticats. Al període Heian, el color roig profund resultant de tenyir repetidament amb cártam era reservat a persones d'alt rang.

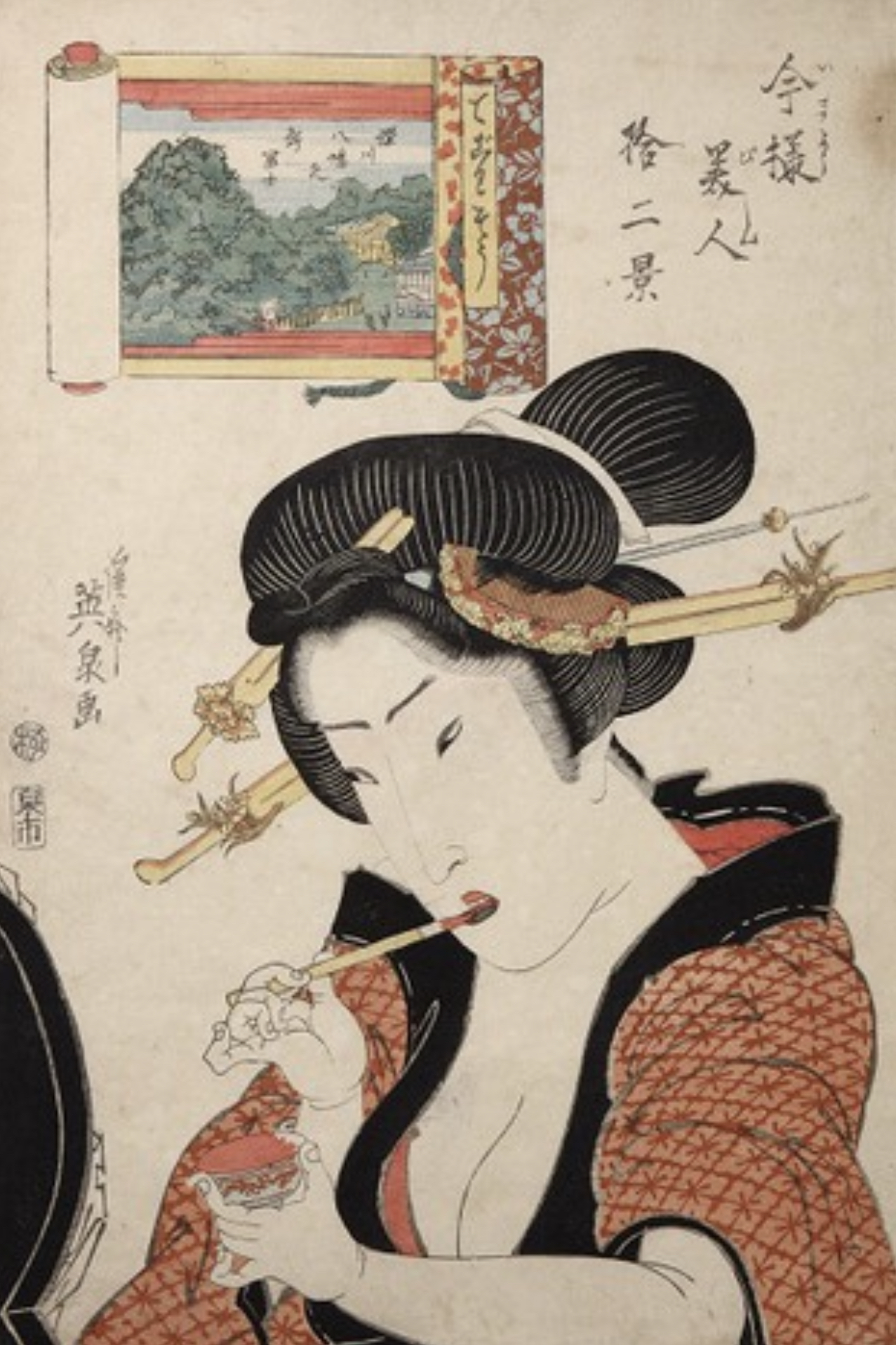
Una dona aplicant el coloret tradicional beni, amb el seu llavi inferior desprenent la característica lluïssor verda, al gravat ukiyo-e "Imayo Bijin Junikei Tegowaso", de Keisai Eisen. (Col·lecció del Museu Beni)

Alguns beni usats en maquillatge brillen iridescentment en tons verdosos quan són secs. Es considera aquesta iridescència com una prova de bona qualitat, i la tècnica per aconseguir-la ha estat guardada com un secret comercial pels respectius fabricants de beni. El beni iridiscent va fascinar a les dones del període Edo, que van afavorir un maquillatge anomenat "Sasa-beni" fet de beni iridescent, que té una lluïssor verda quan s'aplica. Fins i tot la ciència moderna no pot aclarir completament el mecanisme darrere d'aquesta iridescència.